# Ksenija Bajlo
Ksenija Olehivna Bajlo (in ucraino Ксенія Олегівна Байло?; Mykolaïv, 25 febbraio 2005) è una tuffatrice ucraina, specializzata nella piattaforma.

## Biografia
All'età di quindici anni ha vinto la medaglia d'oro agli europei di nuoto di Budapest 2020 nella piattaforma 10, gareggiando al fianco del coetaneo Oleksij Sereda.

## Palmarès
| Anno          | Manifestazione  | Sede     | Evento           | Risultato         | Prestazione | Note |
| ------------- | --------------- | -------- | ---------------- | ----------------- | ----------- | ---- |
| 2021          | Coppa del Mondo | Tokyo    | Piattaforma 10m  | 25ª (preliminare) | 234,90 p.   |      |
| 2021          | Coppa del Mondo | Tokyo    | Sincro 10m       | 8ª                | 272,94 p.   |      |
| 2021          | Europei         | Budapest | Sincro 10m       | Bronzo            | 286,74 p.   |      |
| 2021          | Europei         | Budapest | Sincro 10m misti | Oro               | 325,68 p.   |      |
| 2021          | Europei         | Budapest | Squadra mista    | 5º                | 382,00 p.   |      |
| 2022          | Europei         | Roma     | Sincro 10m       | Argento           | 298,86 p.   |      |
| Squadra mista | Europei         | Roma     | Argento          | 399,05 p.         |             |      |
| 2023          | Giochi europei  | Rzeszów  | Sincro 10m       | Argento           |             |      |
| 2023          | Giochi europei  | Rzeszów  | Sincro 10m misto | Oro               |             |      |
| 2023          | Giochi europei  | Rzeszów  | Squadra mista    | Oro               |             |      |
| 2024          | Europei         | Belgrado | Sincro 10m       | Oro               | 288,78 p.   |      |
| 2024          | Europei         | Belgrado | Sincro 10m misti | Bronzo            | 256,02 p.   |      |
| 2025          | Europei         | Antalya  | Sincro 10m       | Argento           | 286,44 p.   |      |
| 2025          | Europei         | Antalya  | Sincro 10m misti | Oro               | 308,34 p.   |      |
| 2025          | Europei         | Antalya  | Squadra mista    | Oro               | 407,20 p.   |      |